# Pa Modou Jagne
Pa Modou Jagne est un footballeur gambien né le 26 décembre 1989.

## Carrière
Né en Gambie, Pa Modou Jagne arrive en Suisse en 2007 et s'engage avec le FC Wil, club de deuxième division. Il y fait ses premiers matchs professionnels avant de rejoindre en 2009 le FC Saint-Gall qui évolue en Super League. Il y connait la rétrogradation en 2011 puis la montée avec le titre de champion de Challenge League la saison suivante.
En 2013, il s'engage avec le FC Sion. Il s'y impose comme un cadre du club et remporte la Coupe de Suisse en 2015 et s'incline en finale deux ans plus tard.
En 2017, il rejoint le FC Zurich avec qui il remporte une deuxième Coupe de Suisse en 2018.
Il termine sa carrière entre la quatrième et cinquième division Suisse en dans les clubs du FC Dietikon et du FC Weesen.

## Palmarès
- FC Sion
  - Vainqueur de la Coupe de Suisse en 2015
  - Finaliste en Coupe de Suisse en 2017
- FC Zurich
  - Vainqueur de la Coupe Suisse en 2018
- FC Saint-Gall
  - Vainqueur du Championnat Suisse D2 en 2012
- Gambie U20
  - Troisième de la CAN Junior en 2007

## Sélections
- International gambien depuis  2008[4].